# Hayden Smelter
Hayden Smelter is een kopersmelterij in Hayden, in de Amerikaanse staat Arizona. De fabriek is eigendom van en wordt uitgebaat door Asarco, een mijnbouw- en metaalbedrijf van de Grupo México.
Na jarenlange klachten van omwonenden, begon het Environmental Protection Agency (EPA) in 2011 een procedure wegens milieuvervuiling.
De smelterij heeft een 305 meter hoge schoorsteen - de hoogste vrijstaande constructie van Arizona.